# Bénigne Dauvergne de Saint-Mars
Bénigne Dauvergne de Saint-Mars (Les Mesnuls, 1616 – Parigi, 18 settembre 1708) è stato un militare e carceriere francese.
Fu governatore della Bastiglia a partire dal 1698.

## Biografia
Era figlio di Louis Dauvergne, scudiere e ufficiale dispensiere del re, e di Marie Garrot, figlia del signore di Blainvilliers, signoria dipendente da quella di Mesnuls.
Nel 1650, all'età di 24 anni, Bénigne d'Auvergne ottenne un posto di moschettiere nella prima compagnia moschettieri della Guardia, ove aggiunse al suo cognome quello di guerra, come era d'uso a quei tempi, di Saint-Mars.
Viene nominato brigadiere a 34 anni e sergente a 38. Nel dicembre 1664, dietro raccomandazione del suo capitano, d'Artagnan, con il quale aveva partecipato all'arresto di Nicolas Fouquet, ottenne il comando del donjon di Pinerolo, che allora apparteneva al Regno di Francia. Da allora fu governatore di molte prigioni importanti:
- Donjon di Pinerolo, da gennaio 1665 al 25 aprile 1681;
- Forte di Exilles, da maggio 1681 al 13 gennaio 1687;
- le isole di Santa Margherita e di Sant'Onorato dell'arcipelago delle isole di Lerino, nel golfo di Cannes, dal 30 aprile 1687 all'8 aprile 1698;
- La Bastiglia a Parigi dal 18 settembre 1698 alla morte.

A Pinerolo, Saint-Mars aveva in particolare sotto la sua sorveglianza i sovrintendenti Nicolas Fouquet e Antoine Nompar de Caumont, duca di Lauzun. Era stato scelto da Louvois come un uomo che gli era totalmente devoto per assicurare la guardia alla Maschera di Ferro. Era in effetti imparentato con il ministro della guerra per via matrimoniale.
A partire dal 1680, Bénigne Dauvergne de Saint-Mars aveva progressivamente riscattato il castello di Dixmont, nel dipartimento della Yonne, le censive, più i diritti della castellania reale nel 1703. Possedeva pure il castello di Palteau ad Armeau, anch'esso nella Yonne, ove risiedeva più sovente e ove si fermò nel 1698, in compagnia della Maschera di Ferro, durante il viaggio verso Parigi per assumere il comando della Bastiglia.
Saint-Mars ebbe solo due figli, Bénigne Antoine (1672-1693) e André Antonin (1679-1703), morti prima di lui senza discendenti. Alla sua morte i suoi beni, valutati più di due milioni di livre, andarono ai suoi tre nipoti Guillaume, detto Corbé, tenente della compagnia della Bastiglia durante il governatorato dello zio, Louis-Joseph e Louis Formanoir.